# Palacio de Congresos de Gatineau
El Palacio de Congresos de Gatineau (en francés: Palais des congrès de Gatineau) es un centro de conferencias ubicado en Gatineau (Quebec, Canadá). Fue inaugurado en 1981 junto al ayuntamiento de Gatineau, cerca de la Place du Portage, y alberga un gran número de oficinas de Gobierno de Canadá. Era propiedad privada, pero estaba arrendado a largo plazo para que fuese administrado por la ciudad de Gatineau. Perdió dinero cada año desde su apertura hasta el 2007, cuando la ciudad rompió el contrato de arrendamiento y el centro fue tomado por el Gobierno de Quebec para gestionarlo en su totalidad. En junio de 2009 se anunció que el centro recibiría hasta 15 millones de dólares canadienses para renovaciones, una inversión conjunta de los gobiernos federal y provincial, como parte del programa de inversión en infraestructura del gobierno federal para estimular la economía después del bajón del mercado de 2008.